# 欧几里得几何

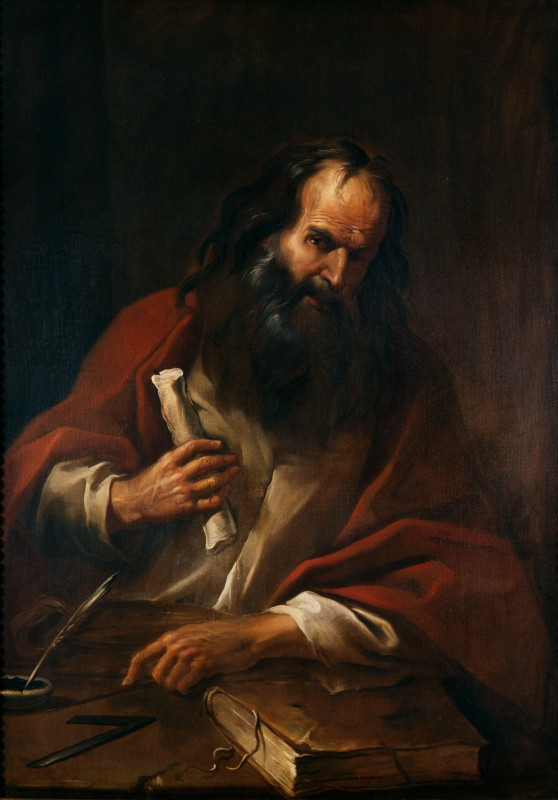
欧几里得

欧几里得几何（英語：Euclidean geometry）指按照欧几里得的《几何原本》构造的几何学。
欧几里得几何有时就指二维平面上的几何，即平面几何，本文主要描述平面几何。三维空间的欧几里得几何通常叫做立体几何，高维的情形请参看欧几里得空间。
数学上，欧几里得几何是二维平面和三维空间中的几何，基于點線面公設。数学家也用这一术语表示具有相似性质的高维几何。
其中公設五又稱之為平行公設（Parallel Axiom），敘述比較複雜，這個公設衍生出「三角形內角和等於一百八十度」的定理。在高斯（F. Gauss, 1777年—1855年）的時代，公設五就備受質疑，俄羅斯數學家羅巴切夫斯基（Nikolay Ivanovitch Lobachevski）、匈牙利數學家波約（Bolyai）闡明第五公設只是公理系統的一種可能選擇，並非必然的幾何真理，也就是「三角形內角和不一定等於一百八十度」，從而發現非歐幾里得的幾何學，即非歐幾何（non-Euclidean geometry）。

## 公理描述

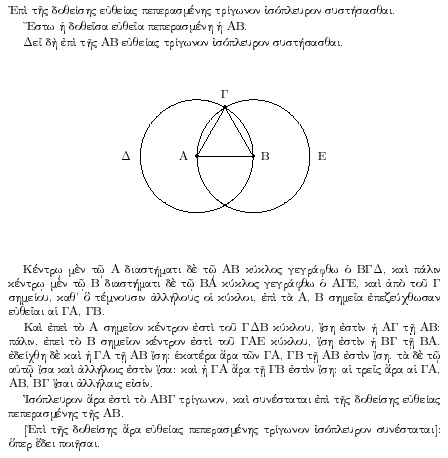
歐幾里得證明的要素，由於一個正三角形的存在必須包含每個線段，包含等邊三角形的構成，是由和兩點，畫出圓與圓，並且交叉於第三點上。

欧几里得几何的传统描述是一个公理系统，通过有限的公理来证明所有的真命题。
欧几里得平面几何的五条公理（公设）是：
1. 从一點向另一點可以引一条直线。
2. 任意线段能无限延伸成一条直线。
3. 给定任意线段，可以以其一个端点作为圆心，该线段作为半径作一个圆。
4. 所有直角都相等。
5. 若两条直线都与第三条直线相交，并且在同一边的内角之和小于两个直角，则这两条直线在这一边必定相交。

第五条公理称为平行公理（平行公设），可以导出下述命题：
|  | 通过一个不在直线上的点，有且仅有一条不与该直线相交的直线。 |

平行公理并不像其他公理那么显然。许多几何学家尝试用其他公理来证明这条公理，但都没有成功。19世纪，通过构造非欧几里得几何，说明平行公理是不能被证明的（若从上述公理体系中去掉平行公理，则可以得到更一般的几何，即绝对几何）。
从另一方面讲，欧几里得几何的五条公理（公设）并不完备。例如，该几何中的定理：在任意直线段上可作一等边三角形。他用通常的方法进行构造：以线段为半径，分别以线段的两个端点为圆心作圆，将两个圆的交点作为三角形的第三个顶点。然而，他的公理并不保证这两个圆必定相交。因此，许多公理系统的修订版本被提出，其中有希尔伯特公理。
欧几里得还提出了五个一般概念，也可以作为公理。当然，之后他还使用量的其他性质。
1. 与同一事物相等的事物相等。
2. 相等的事物加上相等的事物仍然相等。
3. 相等的事物减去相等的事物仍然相等。
4. 一个事物与另一事物重合，则它们相等。
5. 整体大于局部。

## 现代方法
如今，欧几里得几何的构造通常不是通过公理化方法，而是通过解析几何。通过这种方法，可以像证明定理一样证明欧几里得几何（或非欧几里得几何）中的公理。这一方法没有公理方法那么漂亮，但绝对简练。
- 构造

首先，定义点的集合为实数对{\displaystyle (x,y)}的集合。给定两个点{\displaystyle P=(x,y)}和{\displaystyle Q=(z,t)}，定义距离：
{\displaystyle |PQ|={\sqrt {(x-z)^{2}+(y-t)^{2}}}}.
这就是欧几里得度量。所有其他概念，如直线、角、圆可以通过作为实数对的点和之间的距离来定义。例如通过点{\displaystyle P}和{\displaystyle Q}的直线可以定义成点的集合{\displaystyle A}满足
{\displaystyle |PQ|=|PA|+|AQ|}或{\displaystyle |PQ|=\pm (|PA|-|AQ|)}。

## 经典定理
- 塞瓦定理
- 梅涅劳斯定理
- 托勒密定理
- 海伦公式
- 九点圆
- 勾股定理
- 蝴蝶定理